# Léonce-Henri Burel
Léonce-Henri Burel (* 23. November 1892 in Indre; † 21. März 1977 in Mougins) war ein französischer Kameramann und Gelegenheitsregisseur.

## Leben
Burel hatte Kunststudien an der Universität von Nantes und an der École des Beaux-Arts in Paris betrieben, bevor er seine ersten beruflichen Schritte als Kupferstich-Fotograf und in der Foto-Typographie der Firmenlabors von Éclair begann. 1913 inszenierte er erstmals kurze Filme und startete zwei Jahre darauf seine Karriere als Chefkameramann beim Spielfilm.
Noch im selben Jahr 1915 begann Léonce-Henri Burel seine Zusammenarbeit mit Abel Gance, die 1925/26 in der monumentalen Napoleon-Biographie kulminierte und insgesamt 13 Filme umfassen sollte. Auch Gances Kollege Jacques Feyder sicherte sich bei drei seiner Arbeiten während der 20er Jahre die Mitarbeit des technisch versierten und künstlerisch innovativen Burel. Während der frühen Tonfilmjahre verflachte Burels Arbeit, doch fand er in Robert Bresson 1950 einen Regisseur, für dessen unprätentiösen Menschenporträts Burel bestechend klare und karge Bilder schuf.

## Filmografie
als Kameramann, wenn nicht anders angegeben
- 1913: La pousse des plantes (Kurzfilmregie)
- 1913: La floraison (Kurzfilmregie)
- 1915: La folie du docteur Tube
- 1915: Alsace
- 1916: Le périscope
- 1916: Barberousse
- 1916: Le droit à la vie
- 1917: La zone de la mort
- 1917: Mater Dolorosa
- 1918: Die zehnte Symphonie (La dixième symphonie)
- 1922: L’arlésienne
- 1922: La conquête des gaules (Co-Regie)
- 1923: La Roue
- 1923: Crainquebille, der Mann von der Straße (Crainquebille)
- 1923: La femme inconnue
- 1923: Herrin der Pussta (Das Bildnis)
- 1924: Kindergesichter (Visages d’enfants)
- 1924: Salambo
- 1925: Die zwei Leben des Mathias Pascal (Feu Mathias Pascal)
- 1926: Der Kurier des Zaren (Michel Strogoff)
- 1926: Napoleon
- 1926: Morgan, la sirène
- 1927: Casanova
- 1927: L’équipage
- 1928: Die drei Leidenschaften (The Three Passions)
- 1928: Venus
- 1929: Le requin
- 1929: L’évadée (Co-Regie)
- 1929: Nuits de prince
- 1930: La femme d’une nuit
- 1930: Die Fremde (auch franz. Originalvers.: L’étrangère)
- 1931: L’aiglon
- 1931: Baroud
- 1932: Danton
- 1932: La fada (Regie)
- 1933: L’Abbé Constantin
- 1933: Coralie et Cie.
- 1934: Un homme en or
- 1934: Le petit Jacques
- 1935: La dernière valse
- 1936: Les petites alliées
- 1936: Helene Willfür (Hélène)
- 1937: La mort du cygne
- 1937: Les filles du Rhône
- 1937: Mirages
- 1937: Vertrauensbruch (Abus de confiance)
- 1938: Carrefour
- 1938: Retour à l’aube
- 1938: Education de Prince
- 1939: Der Mann vom Niger (L’homme du Niger)
- 1940: Vénus aveugle
- 1941: Feu sacré
- 1942: La belle aventure
- 1942: Une femme dans la nuit
- 1943: Les mystères de Paris
- 1945: Patricia (Étrange destin)
- 1945: La route du bagne
- 1946: La colère des dieux
- 1946: Flüchtig (Le fugitif)
- 1946: Letzte Zuflucht (Dernier refuge)
- 1947: Rocambole
- 1947: Am Rande des Abgrunds (Carrefour du crime)
- 1948: Die Nervensägen (Les casse-pieds)
- 1948: Métier de fous
- 1949: Das Geheimnis um  Mr. Barton (Le mystère Barton)
- 1940: Walzer der Liebe (Valse brillante)
- 1950: Banco de Prince
- 1950: Balle de clown
- 1951: Tagebuch eines Landpfarrers (Journal d’un Curé de Campagne)
- 1951: Die Wahrheit über unsere Ehe (La vérité sur Bébé Donge)
- 1953: Eine wunderbare Liebe (L’étrange désir de Monsieur Bard)
- 1953: Dürfen Frauen so sein? (Secrets d’alcôve)
- 1954: Marianne
- 1955: Rote Lippen – blaue Bohnen (Vous pigez?)
- 1955: Die tolle Residenz (Bonjour sourire)
- 1955: Der Mann, der die Millionen fand (Toute la ville accuse)
- 1956: Ein zum Tode Verurteilter ist entflohen (Un condamné à mort s'est échappé)
- 1957: Die Erbarmungslosen (Les fanatiques)
- 1958: Die Nacht und ihr Preis (Cette nuit-là)
- 1959: Pickpocket
- 1960: Eines Abends am Strand (Un soir sur la plage)
- 1961: Der Prozeß der Jeanne d’Arc (Le procès de Jeanne d'Arc)
- 1963: Den Seinen gibt's der Herr (Un drôle de paroissien)
- 1963: Rasthaus des Teufels (Chair de poule)
- 1966: Die Freunde der Margerite (Les compagnons de la marguerite)